# Microcercus senegalensis
Microcercus senegalensis är en kräftdjursart som först beskrevs av Dollfus1898.  Microcercus senegalensis ingår i släktet Microcercus och familjen Eubelidae. Inga underarter finns listade i Catalogue of Life.